# Ascomorpha dumonti
Ascomorpha dumonti är en hjuldjursart som beskrevs av De Smet 1992. Ascomorpha dumonti ingår i släktet Ascomorpha och familjen Gastropodidae. Inga underarter finns listade i Catalogue of Life.